# Comandante de la Guardia Nacional (México)
El Comandante de la Guardia Nacional de los Estados Unidos Mexicanos es el titular operativo de la Guardia Nacional, institución con carácter de policía nacional. Es nombrado y removido libremente por el Presidente de la República a propuesta del Secretario de la Defensa Nacional, quien posee un mando superior al del Comandante. Su naturaleza jurídica se encuentra estipulado en el capítulo II de la Ley de Guardia Nacional, publicada en el Diario Oficial de la Federación el 27 de marzo de 2019 a través de una iniciativa de ley propuesta por el entonces presidente electo Andrés Manuel López Obrador y el partido Morena al Congreso de la Unión.

## Requisitos para ser Comandante de la Guardia Nacional
El artículo 14 de la Ley de la Guardia Nacional establece los requisitos para ser Comandante Operativo, que serán los siguientes:

"...
- I. Ser ciudadano mexicano por nacimiento, no haber adquirido otra nacionalidad y estar en

pleno ejercicio de sus derechos políticos y civiles;
- II. Tener, cuando menos, cincuenta años cumplidos el día de la designación;
- III. Contar con título de licenciatura debidamente registrado;
- IV. Tener reconocida capacidad y probidad; no haber sido condenado en forma definitiva por

delito doloso o haber sido observado por violaciones graves a los derechos humanos; no
estar sujeto o vinculado a proceso penal, ni contar con orden de aprehensión,
presentación o comparecencia;
- V. Comprobar una experiencia mínima de veinte años en materia de seguridad;
- VI. No estar suspendido o inhabilitado, ni haber sido destituido por resolución firme como

servidor público, y
- VII. En su caso, el requisito establecido en la fracción IX del artículo 25 de esta Ley.

La fracción VII del artículo 14 establece que se deberá seguir el requisito establecido en la fracción IX del artículo 25 de la misma ley, la cual señala que:

"...
IX. En su caso, estar funcionalmente separado de su institución armada de origen y quedar adscrito a la Guardia Nacional, sujeto a la disciplina, fuero civil y cadena de mando establecidos en esta Ley.

## Atribuciones
Según lo estipulado en el artículo 15 de la Ley de la Guardia Nacional, las atribuciones del Comandante Operativo serán las siguientes:

"...
- I. Ejercer el mando operativo de la Guardia Nacional;
- II. Coordinar, administrar y capacitar a la Guardia Nacional;
- III. Vigilar, en el área de su competencia, el cumplimiento de las disposiciones legales en materia de protección de derechos humanos;
- IV. Administrar, con el acuerdo del Secretario, los recursos que en su caso se aporten para la operación y funcionamiento de la Guardia Nacional;
- V. Coordinar la realización de cursos, seminarios o eventos con instituciones nacionales y extranjeras que establezca la Secretaría;
- VI. Proponer y celebrar convenios y demás actos jurídicos que no estén reservados al Secretario, así como llevar a cabo todas aquellas actividades directamente relacionadas con el ámbito de competencia de la Guardia Nacional;
- VII. Proponer al Secretario los proyectos de manuales, acuerdos, circulares, memoranda, instructivos, bases y demás normas y disposiciones administrativas para el buen funcionamiento de la Guardia Nacional, en términos del Reglamento;
- VIII. Proponer al Secretario los nombramientos y remociones de los Coordinadores Territoriales y Estatales;
- IX. Nombrar a los Coordinadores de Unidad de la Guardia Nacional;
- X. Ordenar operaciones encubiertas y de usuarios simulados para desarrollar operaciones de inteligencia para la prevención de los delitos;
- XI. Ser el enlace institucional con organismos policiales, nacionales y extranjeros que se relacionen con el ámbito de sus atribuciones;
- XII. Informar al Secretario sobre el desempeño y resultado de las actividades de la Guardia Nacional;
- XIII. Realizar la coordinación con autoridades federales, de las entidades federativas y de los municipios, en el ámbito de su competencia;
- XIV. Llevar a cabo, previo acuerdo del Secretario, las acciones de colaboración y auxilio con las autoridades policiales de otros países, conforme a lo establecido en tratados, convenios y acuerdos internacionales;
- XV. Coadyuvar con el Secretario en la elaboración del informe anual de actividades de la Guardia Nacional, y
- XVI. Las demás que le confieran expresamente otras disposiciones normativas

## Comandantes de la Guardia Nacional
Desde su creación el 27 de marzo de 2019, la Guardia Nacional ha contado con los siguientes titulares al mando operativo:
| No. | Comandante              | Inicio               | Final                | Referencia |
| --- | ----------------------- | -------------------- | -------------------- | ---------- |
| 1°  | Luis Rodríguez Bucio    | 11 de abril de 2019  | 16 de enero de 2023  | [ 3 ]      |
| 2°  | David Córdova Campos    | 16 de enero de 2023  | 5 de octubre de 2024 | [ 4 ]      |
| 3°  | Hernán Cortés Hernández | 5 de octubre de 2024 | -                    | [ 5 ]      |